# Packard 110
Der Packard 110 (sprich: One-Ten) bezeichnet eine Serie von 6-Zylinder-Automobilen, die die Packard Motor Car Company in Detroit in den Modelljahren 1940 und 1941 fertigte. Der One-Ten ersetzte die Baureihe Six.
Packard führte 1937 nach zehnjähriger Pause wieder eine Reihe von 6-Zylinder-Automobilen ein, um auf die Weltwirtschaftskrise und die nachfolgende wirtschaftliche Erholung in den USA zu reagieren. Als unabhängiger Automobilhersteller konnte Packard es sich nicht leisten, seine Basisserie an Luxusautomobilen durch andere Abteilungen zu subventionieren, und so führte man das Modell Six ein, das später in 110 umbenannt wurde, bis die Zeiten besser wurden.

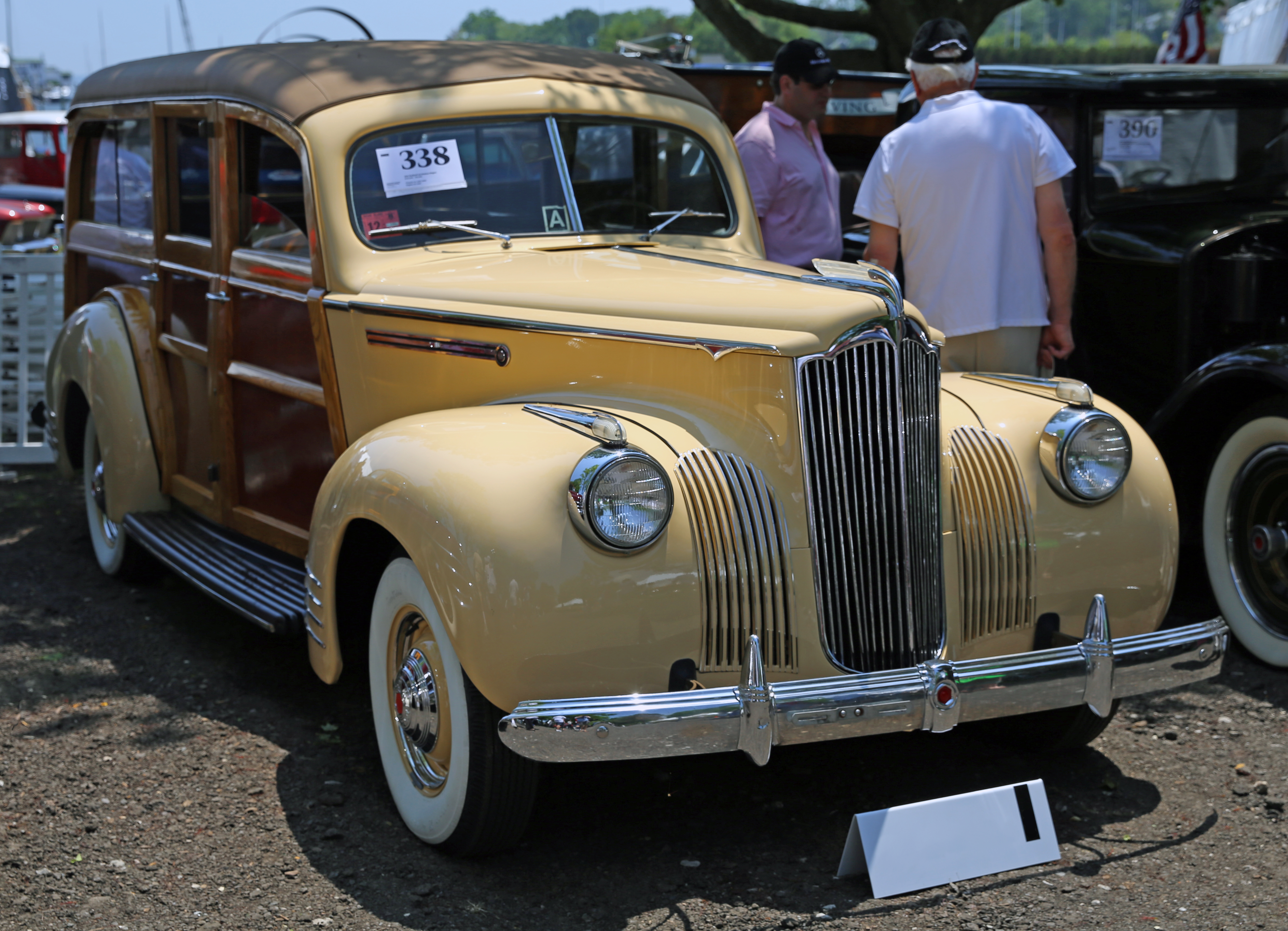
Packard 110, Ausführung "Deluxe Woody", Bj. 1941

Kritiker des Packard Six / Packard 110 betonten lange, dass diese Wagen die Reputation Packards als Amerikas wichtigste Luxusmarke beeinträchtigen würden. Dennoch hätte die Einführung des Six zu keinem besseren Zeitpunkt für den Autohersteller kommen können, da 1938 die nächste Rezession einsetzte. Durch das Angebot an weniger teuren Autos konnte Packard die Kunden halten, die sich einen teureren Wagen nicht leisten hätten können.
Der One-Ten wurde im August 1939 auf einem kürzeren Fahrgestell als die großen Packards eingeführt. Es gab ihn in einer großen Auswahl an Karosserieformen, 2- und 4-türige Limousinen, Kombi und Cabriolet. Insgesamt wurden im Modelljahr 1940 62.300 Fahrzeuge gefertigt.
Nach dem ersten erfolgreichen Jahr wurde die Modellreihe One-Ten erweitert, indem man eine bessere Ausstattungsvariante, den DeLuxe einführte. Ebenso wurde ein Taximodell angeboten. Als Sonderausstattung waren Heizung, Radio, Suchscheinwerfer und – obwohl der One-Ten zur Basismodellreihe gehörte – eine Klimaanlage verfügbar.
1942 beschloss Packard, die numerisch bezeichneten Modelle in die Reihe der großen Wagen aufzunehmen, und aus dem One-Ten wurde wieder der Packard Six.